# Elachertus marginalis
Elachertus marginalis är en stekelart som först beskrevs av Thomas Vernon Wollaston 1858.  Elachertus marginalis ingår i släktet Elachertus och familjen finglanssteklar. Inga underarter finns listade i Catalogue of Life.